# Ahoua Don Mello

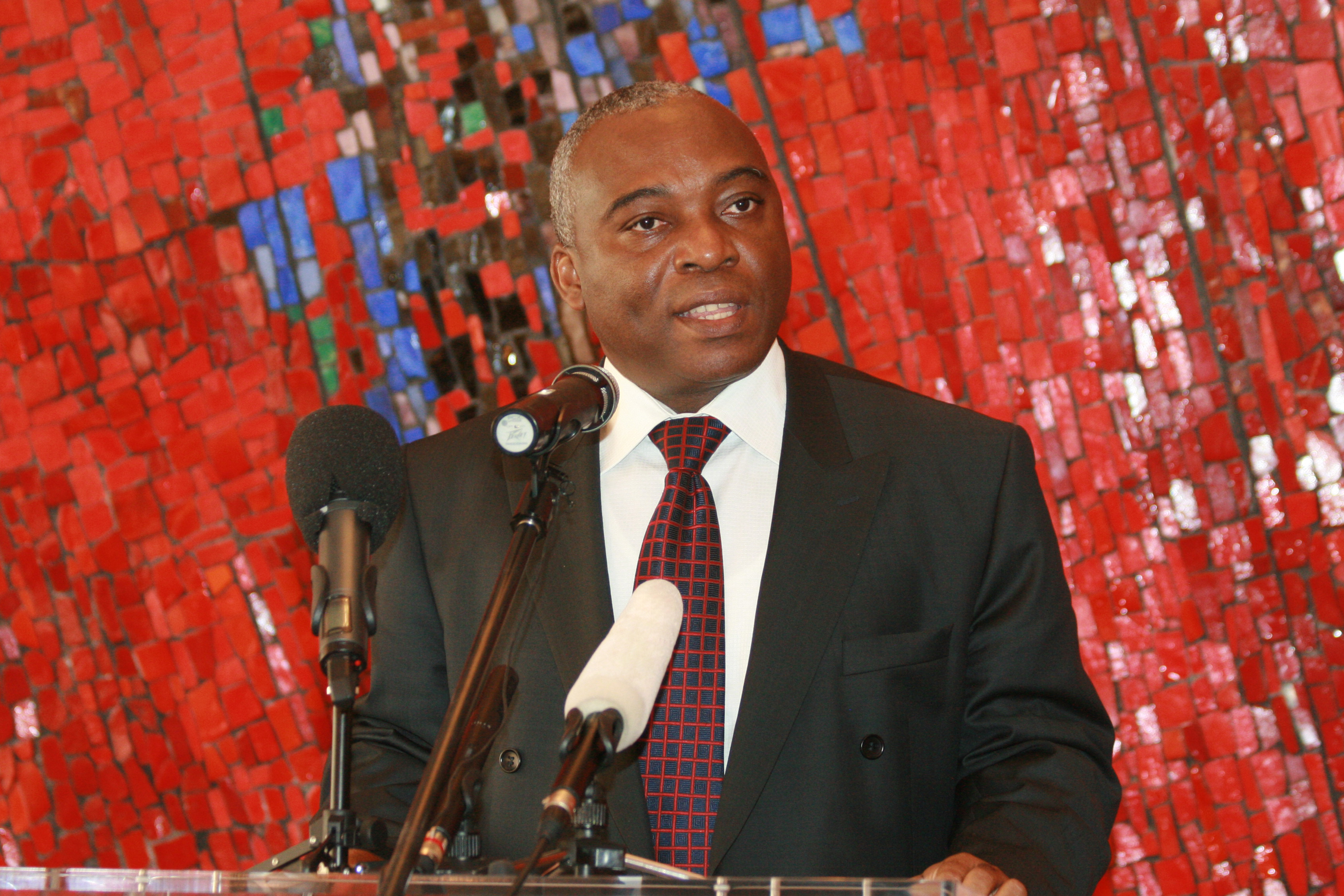
Ahoua Don Mello, 2011

Ahoua Don Mello (* 23. Juni 1958 in Bongouanou) ist ein ivorischer Politiker.
Während der Regierungskrise 2010/2011 war er vom 5. Dezember 2010 bis 11. April 2011 Minister für Infrastruktur und Abwasserwirtschaft in der Regierung Aké N’Gbo.
In Reaktion auf die Erklärung der Westafrikanischen Wirtschaftsgemeinschaft (ECOWAS) vom Vortag, den Wahlsieg Ouattaras notfalls gewaltsam von außen durchzusetzen, erklärte Mello am 25. Dezember 2011, ein Angriff von anderen afrikanischen Regierungen auf die Elfenbeinküste könne sich schnell in einen Bürgerkrieg verwandeln. Damit spielte er auf die mehreren Millionen Emigranten aus westafrikanischen Staaten in der Elfenbeinküste an zu deren gewaltsamer Vertreibung es kommen könnte. Er sprach von einer „westlichen Verschwörung, angeführt von Frankreich“.
Mello war wie auch andere Mitglieder der Regierung Aké N'Gbo ab dem 11. Januar 2011 von Sanktionen der Europäischen Union betroffen. Er hatte Einreiseverbot in die EU und seine Konten wurden eingefroren.
Im Oktober 2021 kehrte er nach zehn Jahren Exil an die Elfenbeinküste zurück.